# Francesco Queirolo

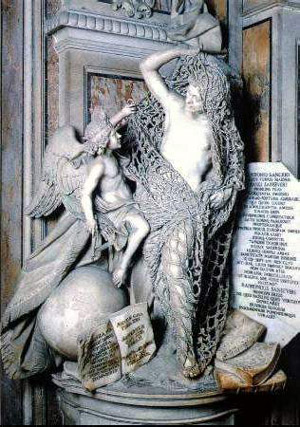
Il Disinganno

Francesco Queirolo (1704–1762) foi um escultor italiano genovês, ativo em Roma e Nápoles durante o período rococó.
Ele treinou junto com Giuseppe Rusconi em Roma. Lá, executou as estátuas de São Carlos Borromeu e São Bernardo na fachada da Santa Maria Maior, um busto de Cristina da Suécia (1740), a estátua da Riqueza na Fonte de Trevi (1735) e o sepulcro da Duquesa Grillo em Sant'Andrea delle Fratte (1752). Depois de 1752, ele foi ativo na decoração da famosa Capela de Sansevero napolitana.

## O Desengano(Il Disinganno)
O Desengano (Il Disinganno), produzido em 1752–1759, mostra um pescador sendo libertado de uma rede por um anjo. A obra-prima foi esculpida em uma única peça de mármore e pode ser vista na Capela de Sansevero, em Nápoles. O ambicioso projeto foi considerado por alguns como impossível de ser concluído, e apenas Queirolo concordou em tentá-lo.